# Micropora notialis
Micropora notialis är en mossdjursart som beskrevs av Hayward och Ryland 1993. Micropora notialis ingår i släktet Micropora och familjen Microporidae. Inga underarter finns listade i Catalogue of Life.